# Фридрихског
Фридрихског (њем. Friedrichskoog) општина је у њемачкој савезној држави Шлезвиг-Холштајн. Једно је од 115 општинских средишта округа Дитмаршен. Према процјени из 2010. у општини је живјело 2.483 становника. Посједује регионалну шифру (AGS) 1051034.

## Географски и демографски подаци
Фридрихског се налази у савезној држави Шлезвиг-Холштајн у округу Дитмаршен. Општина се налази на надморској висини од 2 метра. Површина општине износи 53,4 km². У самом мјесту је, према процјени из 2010. године, живјело 2.483 становника. Просјечна густина становништва износи 47 становника/km².